# Jean Festugière

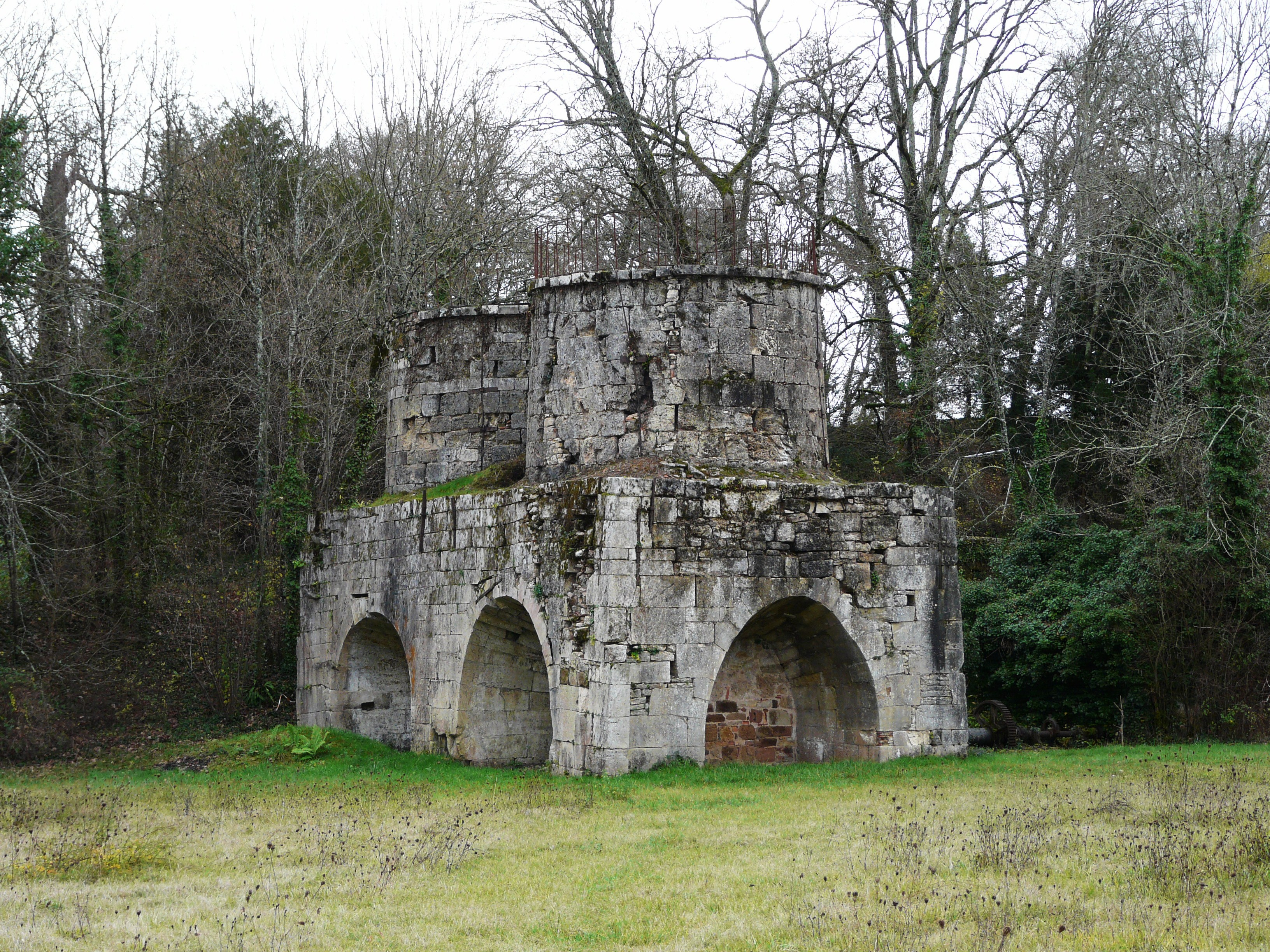
Forges d'Ans

Jean Festugière (1761-1829) was een Frans industrieel. Hij was de eigenaar van de Forges d'Ans in La Boissière-d'Ans (Dordogne).
Tijdens de laatste jaren van het ancien régime pachtte Festugière de hoogovens Forges d'Ans van de markiezin de Taillefer. Daar werden kanonnen gegoten voor het arsenaal van La Rochelle. Op 2 december 1791 kon hij de hoogovens overkopen. Door de napoleontische oorlogen was er veel vraag naar kanonnen. Hij breidde de activiteit uit door hoogovens bij te kopen of te bouwen. Tegen 1811 waren de Forges d'Ans de belangrijkste hoogovens van de Dordogne. Naast de hoogovens liet hij een meesterwoning bouwen, het zogenaamde château de la Forge d'Ans.

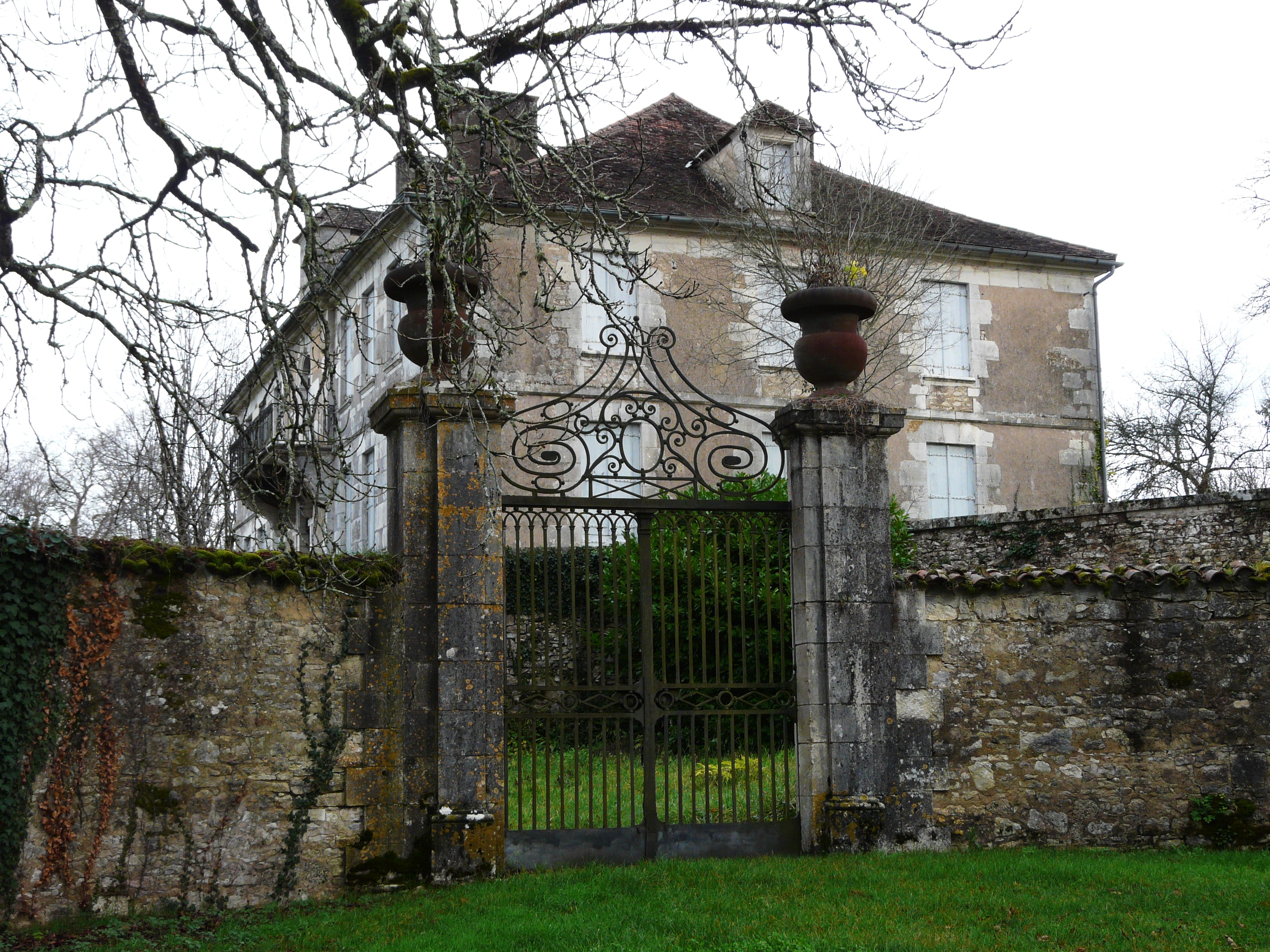
Château de la Forge d'Ans

Festugière overleed in 1829 en werd opgevolgd door zijn zonen Adrien en Eugène. Jean Festugière was de schoonbroer van de latere admiraal Thomas-Robert Bugeaud, die in 1803 kort in de Forges d'Ans had gewerkt maar op aanraden van Festugière koos voor een militaire carrière. Bugeaud was gehuwd met Élisabeth Marie Jouffre de Lafaye (1799-1874), de zus van Marie Marguerite Jouffre de Lafaye (1778-1810), met wie Festugière in 1793 was gehuwd.